# Ellipteroides strenuus
Ellipteroides strenuus är en tvåvingeart som först beskrevs av Enrico Adelelmo Brunetti 1912.  Ellipteroides strenuus ingår i släktet Ellipteroides och familjen småharkrankar. Inga underarter finns listade i Catalogue of Life.